# Atracis variegata
Atracis variegata är en insektsart som först beskrevs av Victor Lallemand 1939.  Atracis variegata ingår i släktet Atracis och familjen Flatidae. Inga underarter finns listade i Catalogue of Life.